# کوالکام
کوالکام (به انگلیسی: Qualcomm) یک شرکت فناوری چندملیتی آمریکایی است که در ماه ژوئیه ۱۹۸۵ در سن‌دیگو واقع در کالیفرنیا تأسیس شد و دفتر مرکزی آن نیز هم‌اکنون در همین شهر می‌باشد. کوالکام در زمینه طراحی و توسعهٔ نرم‌افزارها و همچنین طراحی، توسعهٔ فناوری و تولید انواع تجهیزات مخابراتی، چیپست‌ها و قطعات نیمه‌رسانا فعالیت می‌کند.
این شرکت با مشارکت فرانکین آنتنیو، آدلیا کافمن، اندرو کوهن، کلین گلیهوسن، ایروان جاکوبز و اندرو وتربی تأسیس شده‌است. ایده آن نخستین بار در خانه دکتر ایروان جاکوبز مطرح گردید. هدف آن‌ها این بود که بتوانند ارتباطاتی با کیفیت را عرضه نمایند و طرحشان را در صنعت ارتباطات از راه دور به‌عنوان داستان یک استارت‌آپ موفق نمایان سازند و بدین ترتیب بود که کوالکام متولد شد. اکنون کوالکام دارای ۱۵۷ شعبه در کشورهای مختلف جهان است.

## تاریخچه
کوالکام در سال ۱۹۸۵ توسط دانش‌آموختگان مؤسسه فناوری ماساچوست و اروین ام. جیکابز از دانشگاه کالیفرنیا، سن دیگو، به همراه آندره وتربی، راه‌اندازی شد.
نخستین محصول شرکت کوالکام، پروژه راه‌اندازی ماهواره اومنی‌تراکس بود، که از شرکت اومنی‌نت خریداری شد و در زمینه ارائه خدمات پیام کوتاه و جی‌پی‌اس فعالیت می‌نمود. اومنی‌نت نیز توسط پرویز نظریان و نیل کادیشا تأسیس شده‌است.
در دهه ۱۹۹۰ شرکت کوالکام اقدام به تولید تجهیزات مخابرات راه‌دور و تأسیسات شبکه‌های تلفن همراه نمود، که شامل تجهیزات دسترسی چندگانه تقسیم کدی، مدارهای مجتمع با کاربرد خاص و در آغاز دهه ۲۰۰۰ میلادی، در پروژه مشارکتی نسل سوم شبکه تلفن همراه مشارکت داشت. این شرکت در زمینه استانداردسازی شبکه‌های تلفن همراه، که در بستر جی‌اس‌ام ارائه می‌شود، نوآوری‌های بسیاری داشته‌است. کوالکام همچنین در طراحی و توسعه سامانه جهانی مخابرات سیار امروزی، سهم بسیاری داشته‌است.

## زمینه فعالیت
کوآلکام در زمینه پردازنده‌های موبایل نیز پردازنده‌های اسکورپیون و کرایت از سری اسنپ‌دراگون (اسنپ‌دراپ) عرضه کرده‌است، که در انواع تک هسته‌ای، دو هسته‌ای و چهار هسته‌ای هستند. این شرکت در زمینه ساخت و تولید سامانه روی تراشه نیز فعالیت می‌نماید و این محصولات را، به شرکت‌هایی نظیر اچ‌تی‌سی، سامسونگ، سونی، موتورولا، هواوی، شیائومی، ال‌جی و نوکیا عرضه می‌کند، که در جهت ساخت و تولید گوشی‌های تلفن همراه مورد استفاده قرار می‌گیرند.

## ارزش شرکت
درآمد کوآلکام در سال ۲۰۱۱ حدود ۱۵ میلیارد دلار برآورد شده‌است. مجموع دارایی این شرکت نیز در سال ۲۰۱۱ معادل ۳۰ میلیارد دلار برآورد شده‌است. در این سال، شمار کارکنان آن نیز ۱۷٫۵۰۰ نفر برآورد شد.
در سال ۲۰۱۲ درآمد کوالکام به ۱۹٫۲ میلیارد دلار افزایش یافت و سود خالصی معادل ۶٫۱ میلیارد دلار را عاید این شرکت نمود. اکنون شمار کارکنان کوالکام ۲۶٫۰۰۰ نفر است.